# Yvann Maçon
Yvann Maçon (Baie-Mahault, 1 de octubre de 1998) es un futbolista francés que juega de defensa en el A. S. Saint-Étienne de la Ligue 2.

## Trayectoria
Maçon comenzó su carrera deportiva en el USL Dunkerque, equipo que abandonó en 2020 para jugar en el A. S. Saint-Étienne de la Ligue 1, con el que debutó el 9 de febrero de ese año. Este lo cedió al Paris F. C. en diciembre de 2022 y al Maccabi Tel Aviv F. C. el siguiente mes de julio.

## Selección nacional
Maçon fue internacional sub-20 con la selección de fútbol de Guadalupe, con la que participó en la Eliminatoria al Campeonato Sub-20 de la Concacaf de 2017.
Tras fichar por el Saint-Étienne, e ir progresando de forma adecuada, fue convocado selección de fútbol sub-21 de Francia, con la que debutó el 8 de octubre de 2020, frente a la sub-21 de Liechtenstein.

## Clubes
| Club                            | País    | Año       |
| ------------------------------- | ------- | --------- |
| U. S. L. Dunkerque II           | Francia | 2017-2019 |
| U. S. L. Dunkerque              | Francia | 2019-2020 |
| A. S. Saint-Étienne             | Francia | 2020-     |
| Paris F. C. (cedido)            | Francia | 2022-2023 |
| Maccabi Tel Aviv F. C. (cedido) | Israel  | 2023-2024 |